# Plouézec
Plouézec is een gemeente in het Franse departement Côtes-d'Armor, in de regio Bretagne. De plaats maakt deel uit van het arrondissement Saint-Brieuc. Plouézec telde op 1 januari 2022 3.129 inwoners.

## Geografie
De oppervlakte van Plouézec bedroeg op 1 januari 2022 27,87 vierkante kilometer; de bevolkingsdichtheid was toen 112,3 inwoners per km².
De onderstaande kaart toont de ligging van Plouézec met de belangrijkste infrastructuur en aangrenzende gemeenten.

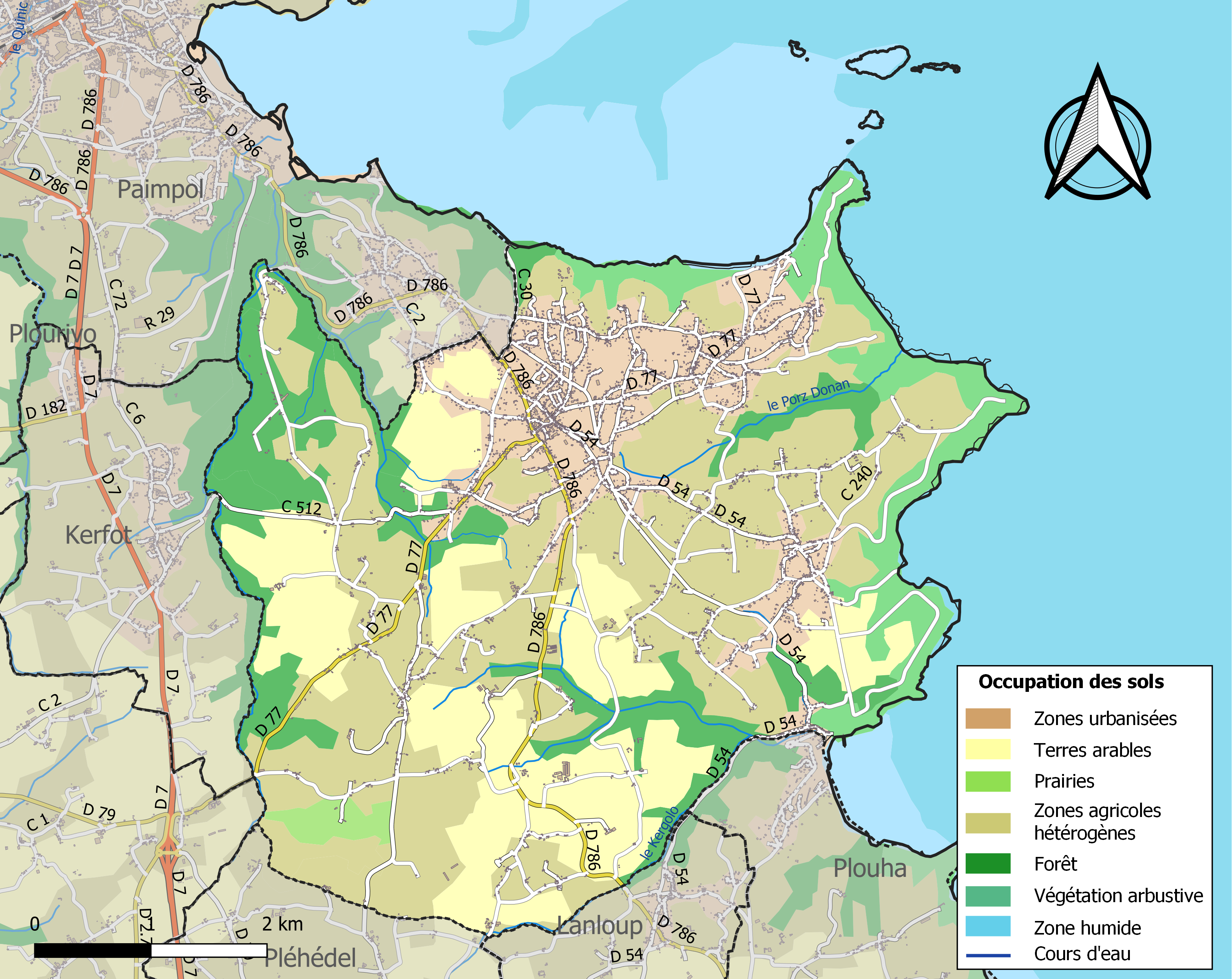

## Demografie
Onderstaande figuur toont het verloop van het inwonertal (bron: INSEE-tellingen).